# Kostiantyniwka (rejon połohowski)
Kostiantyniwka (ukr. Костянтинівка) – wieś na Ukrainie, w obwodzie zaporoskim, w rejonie połohowskim, w hromadzie Połohy. W 2001 liczyła 372 mieszkańców.